# سبع (اسم)
سبع هو اسم علم مذكر من أصل عربي، ومعناه هو المفترس من الحيوان مطلقًا، ومن الطير ما أكل اللحوم، وقد سموا به دليلًا على القوة، وأنثاه سبيعة[وفقًا لِمَن؟]. وكلمة سبع هي أيضاً من ألفاظ الأعداد.

## شخصيات تحمل الاسم
- سبع الدجيل

## وصلات خارجية
- موسوعة السلطان قابوس لأسماء العرب نسخة محفوظة 5 أبريل 2019 على موقع واي باك مشين.